# هاكان صامويلسون
هاكان صامويلسون (بالسويدية: Håkan Samuelsson)‏ هو شخصية أعمال ورائد أعمال سويدي، ولد في 3 مارس 1951 في السويد.